# Claude Monet
Oscar-Claude Monet (n. 14 noiembrie 1840, Paris, Franța – d. 5 decembrie 1926, Giverny, Haute-Normandie, Franța) a fost un pictor impresionist din Franța.

## Biografie
Monet s-a născut la Paris, Franța. Familia sa s-a mutat la Le Havre în Normandia când el avea cinci ani. Tatăl său ar fi dorit ca Monet să intre în afacerea familiei, băcănia, dar Oscar Monet voia să picteze. Eugène Boudin, un artist care a lucrat în mare parte la picturi plein air - schițe rapide făcute în aer liber - pe plajele Normandiei, l-a învățat câteva tehnici ale picturii în 1856. La început artistul nu era deloc de acord cu lucrările făcute de Boudin, dar acesta l-a învățat să deschidă ochii asupra naturii : "... în sfârșit ,ochii mi s-au deschis și am înțeles cu adevărat natura. Am învățat în același timp s-o iubesc ." 
Monet a trebuit să meargă în armată în Algeria. Mătușa sa, Lecadre, a fost de acord să-l scape de armată, dacă va fi urmat un curs de artă la universitate. El a părăsit armata, dar stilurile de pictură tradițională predate la universitate nu i-au fost pe plac.
În 1862, Monet a studiat arta cu Charles Gleyre la Paris, unde l-a întâlnit pe Pierre-Auguste Renoir împreună cu care a fondat mișcarea impresionistă. Ei au pictat împreună și au rămas prieteni toată viața.
Monet putea să folosească și studioul pentru a-și picta modelele la un preț redus. A pictat-o pe Camille Doncieux, cu care, mai târziu, s-a căsătorit. Monet a pictat Femei în grădină la sfârșitul anilor 1860. După nașterea primului lor copil, Jean, s-au mutat la o casă în Argenteuil, în apropierea Râului Sena. Au locuit acolo timp de șase ani, până când Camille a murit; el a pictat-o moartă pe pat. Monet s-a mutat apoi la o casă din Giverny, Eure, în regiunea Haute-Normandie, unde a plantat o grădină mare.

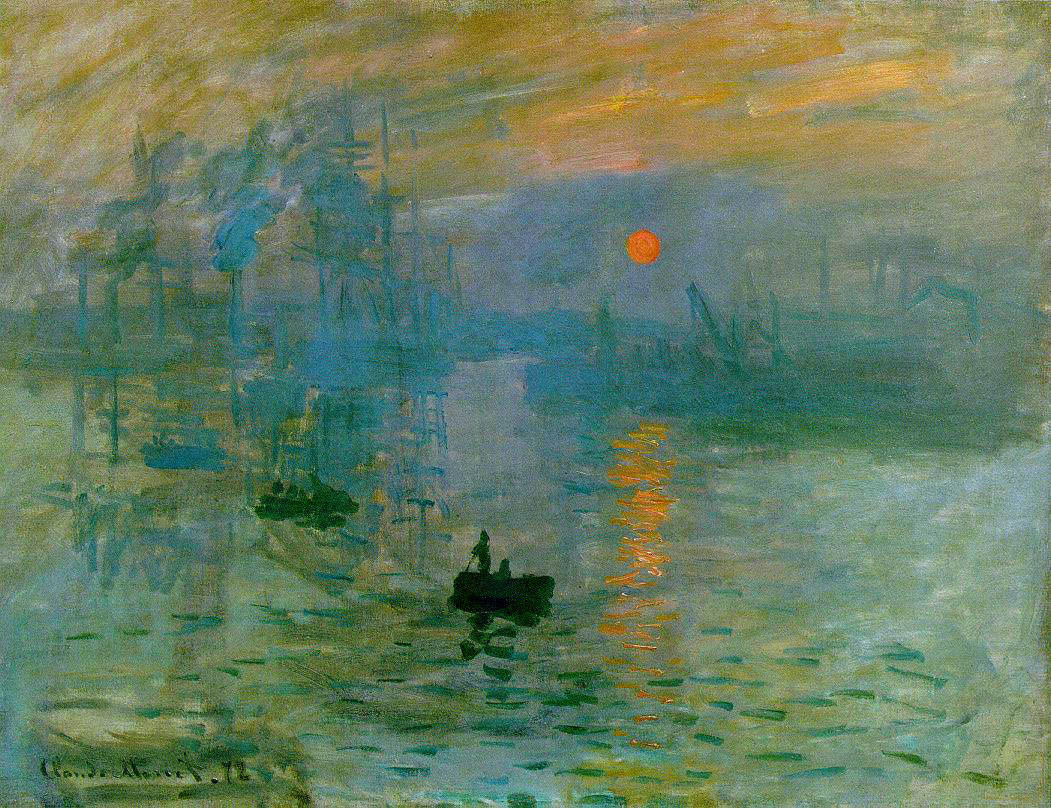
Claude Monet - Impression, soleil levant (1872) - Musée Marmottan, Paris

În 1872 (sau 1873) Monet a pictat Impression, soleil levant (franceză: Impresie, răsărit de soare - acum în Musée Marmottan, Paris), un peisaj din Le Havre, care a fost expus la prima expoziție impresionistă din 1874. Se spune că Louis Leroy, un critic ostil, a folosit numele de "Impresioniste" din titlul acestei picturi, comentând că picturile lui Monet erau mai degrabă "impresii" decât lucrări de artă terminate. La a treia expoziție, din 1876, pictorii pe care noi îi grupăm cu termenul de impresioniști, foloseau deja termenul acesta pentru a se descrie.

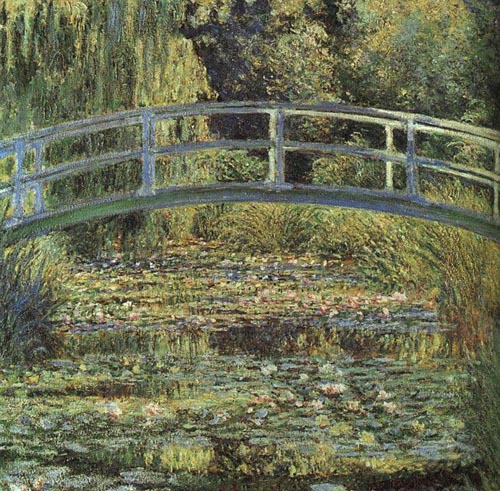
"Nuferi, armonie verde", pictată în 1899

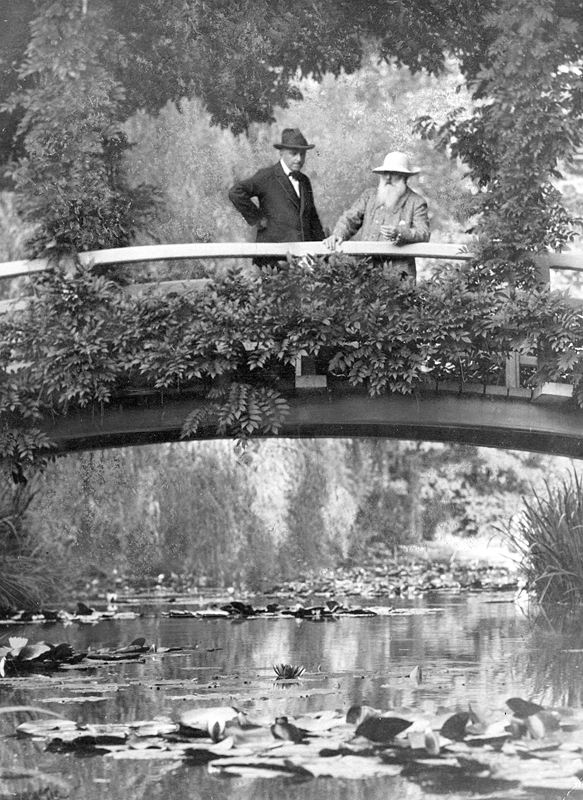
Monet, în grădina de la Giverny, 1922 (dreapta)

El s-a căsătorit cu Alice Hoschede pe data de 16 iulie 1892, cu care avea o aventură în timpul căsătoriei cu Camille.
În anul 1892 Monet a pictat o serie de lucrări reprezentând Catedrala Rouen, din diverse unghiuri și la perioade diferite ale zilei. Douăzeci de vederi ale catedralei au fost expuse la galeria Durand-Ruel în 1895. El a pictat de asemenea și câteva mori de făină.
Lui Monet îi plăcea foarte mult să picteze natură controlată - grădina sa, eleșteul, nuferii săi sau podul său. În grădină avea o livadă cu sălcii și o mlaștină. Monet a pictat între altele și malurile Senei. În 1914, Monet a început o nouă serie de picturi ale nuferilor săi la sugestia prietenului său, politicianul Georges Clemenceau.
În anul 1911 artistul își pierde soția, Alice, urmând ca peste doar trei ani să-și piardă și primul său fiu, Jean.
În 1923 suferă o intervenție chirurgicală la unul din ochi deoarece artistul suferea tot mai mult de pierderi de vedere.
“ Nu am decât meritul de a fi pictat întocmai după natură străduindu-mă să reproduc propriile impresii față de fenomene trecătoare și schimbătoare.”
Cu aceste cuvinte Claude Monet își definea în 1926 propria activitate la sfârșitul unei lungi existențe dedicate cu pasiune, în totalitate, picturii. El a rămas în istorie drept părintele fondator al mișcării impresioniste și cel care a inspirat o nouă poetică a momentului și a  unei sensibilități formale și lirice a materiei. Se stinge din viață pe data de 5 decembrie 1926, fiind înconjurat de prieteni.
Este înmormântat la Cimitirul Bisericii Giverny, Giverny, Eure, în regiunea Haute-Normandie, Franța.
Vânzarea recentă a unei picturi a lui Monet a depășit 18 milioane de euro.

## Picturi celebre
- 1861 : Un coin du studio
- 1865 : La Charrette
- 1865 : Le Chêne, forêt de Fontainebleau
- 1865 : Prânzul la iarbă verde
- 1865 : Plage a Honfleur
- 1867 : Femmes au jardin
- 1867 : La Plage de Sainte-Adresse
- 1867 : Le Jardin des princesses
- 1867 : L’Église Saint-Germain L'auxerrois
- 1868 : La Pie, Musée d’Orsay, Paris
- 1868 : Le Déjeuner
- 1868 : Au bord de l'eau
- 1869 : Băi la La Grenouillère
- 1869 : La Seine a Bougival le soir
- 1870 : Plage a Trouville
- 1870 : Hôtel des Roches Noires, Trouville
- 1871 : La Liseuse
- 1871 : La Tamise a Westminster
- 1873 : Impression soleil levant, Musée Marmottan, Monet, Paris
- 1873 : Le Déjeuner
- 1873 : Les Coquelicots
- 1873 : Boulevard des Capucines
- 1874 : Bateaux quittant le port, Le Havre
- 1874 : Le Pont à Argenteuil
- 1875 : Régates à Argenteuil
- 1875 : Femme à l’ombrelle
- 1875 : La Promenade
- 1875 : Train dans la neige
- 1875 : Femme au métier
- 1876 : Le Bateau atelier
- 1876 : La Japonaise
- 1877 : La Gare Saint-Lazare
- 1877 : Cœur au soleil
- 1878 : La Seine a Vétheuil, Musée Malraux, Le Havre
- 1878 : La Rue Montorgueil
- 1880 : Les Falaises des Petites Dalles, Museum of Fine Arts – Boston
- 1881 : Jardin de l'artiste a Vétheuil
- 1883 : L’Arche d'Etretat
- 1884 : Les Falaises des Petites Dalles, Kreeger Museum – Washington, D.C.
- 1884 : La Corniche de Monaco
- 1884 : La Route rouge près de Menton
- 1884 : Les Villas à Bordighera
- 1885 : Stâncile din Étretat
- 1886 : Autoportrait
- 1886 : Belle-Île
- 1886 : Les Pyramides de Port Coton, Belle-Île-en-Mer
- 1886 : Les Rochers de Belle-Île
- 1886 : Rochers a Port-Goulphar, Belle-Île-en-Mer
- 1886 : Tempête, côte de Belle-Île
- 1886 : Essai de figure en plein-air : Femme a l'ombrelle tournée vers la droite
- 1886 : Essai de figure en plein-air : Femme a l'ombrelle tournée vers la gauche
- 1887 : La Barque, Musée Marmottan Monet, Paris
- 1890-1891: Căpâțe
- 1892-1894: Catedrala de la Rouen
- 1897 : Les Falaises à Varengeville, Musée Malraux, Le Havre
- 1897 : Branch of the Seine Near Giverny
- 1898-până la moarte: Nuferi - 250 picturi
- 1899-1905 : Parlamentul de la Londra
- 1903 : Waterloo Bridge, le soleil dans le brouillard
- 1905 : Les Nénuphars
- 1908 : Palace de Mula à Venise
- 1910 : Palais des Doges
- 1917 : Autoportrait
- 1918 : Le Pont japonais
- 1920 : Les Agapanthes